# Jancsó Pál
Gidófalvi Jancsó Pál, más változatban: Jantsó Pál (Gidófalva, 1761. – Kolozsvár, 1845. december 2.) színész, Gyulai Pál szerint „az első magyar komikus.”

## Élete
Székely lófő családból származott, 14 éves korában szülei a nagyenyedi kollégiumba küldték. Szépen énekelt, tanulótársai megtették cantus praesesnek. Diákszínjátszóként előrevetítette későbbi pályafutását. Énekével annyira megtudta indítani a szíveket, hogy midőn 1781-ben Nagyszebenben egy főúrnak megadta végtisztességét, nyomban megválasztották kántornak. Később tiszttartóként is dolgozott. Bármennyire kedveztek is neki a szebeniek, ő mégis otthagyta őket. Először megharagudott borotvált állukra, aztán a szász kosztra, végül a nyelvükre, melyet nehezen értett, és otthagyta őket. Tiszttartónak állott be a vécsi uradalomba. Minden vasárnap eljárt a templomba, ahol tenor hangjával csúffá tette a kántort. A báró sokszor mondta neki: „Hej domine Jancsó, ha oly jó tiszttartó volna, mint ahogy énekelni tud és haragudni, megérne egy egész dominiumot.”
1792-ben gabonát szállított Kolozsvárra eladás végett. Ott találkozott egyik tanulótársával, Sáskával, aki a Fejér testvérek színtársulatához éppen tenoristát keresett. Jancsó tehát beállott színésznek 20 forint havi gázsi mellett, egyben a társulat egyik alapítótagja is lett. Első fellépésekor a közönség nevetett rajta. Játszott hős szerepeket, de a közönség csak nevette. Nagy marciális alakja, esetlensége, mindig komor arcvonásai, mord tekintete és az a kimondhatatlan komolyság és pedantéria, mellyel személyesített, mindannyiszor megkacagtatta a közönséget, valahányszor a színpadra lépett. Jantsó tehát vérző szívvel, elkeseredve lett komikus. Kedvenc darabjai voltak a Csörgő sapka (Mandolino halászt adta), a Fortély és szerelem, az Epigramm (melyben a Hippoltanz szerepét játszotta), az Igazházi, a Nagy zűrzavar (Ílákostóit személyesíté), az Újholdvasárnapi gyermek (a süket oskolamester szerepét játszotta). Megutálta a szerepeit, mély búskomorságba esett és éppen ebben rejtett nagy komikuma. Mindent szörnyen komolyan játszott és ezen komolyság tette kora első komikusává. Székely Ferenc és Pergő Celesztin mellett a kolozsvári Farkas utcai kőszínház egyik első rendezője volt. Alkati adottságai ellenére tragikus hős akart lenni, de komikus és intrikus szerepei által lett elismertté.
A Királyhágón túl csak Debrecenig és Miskolcig követte társait, csak Erdélyt szerette, azért maradt Kolozsváron. Déryné így jellemzi: „Ő a vad különcök közé tartozott, kik senkit sem szenvedhetnek. Ha szinészt látott az utcán: huss! azonnal besurrant valami kapun. Egész arcát betakarta fülig felhúzott köpenye gallérjába. Engem nem szenvedhetett. Egyszer Székelynének azt mondta: Ez az idegen országbeli asszony sok pénzt kivisz innen mi tőlünk, jó volna már haza küldeni.” 1836-ban lépett föl utoljára a Csörgő sapkában. Az előadás végén hosszan akart elbúcsúzni a közönségtől, de annyira elérzékenyült, hogy csak annyit mondhatott: „Jó éjszakát!” – Koldusbottal távozott. De a jó kolozsváriak nem engedték koldulni. Báró Wesselényi Farkas és gróf Kemény Sámuel sok részben segítettek rajta, ez utóbbinál ebédelt mindig és ebéd közben annyit rakott kabátja nagy zsebébe, hogy az elég volt vacsorára, reggelire is. 40 évig magányosan élt, neje korán elhalt. Nem társalkodott, nem érintkezett senkivel. A város végén lakott ez asztalosnál. Midőn 1845. december 2-án meghalt, mintha a sors halála után is gúnyolódni akart volna vele, azok adták meg végtisztességét, akikre legjobban haragudott. Az orgonista búcsúztatta el, akinek halálos ellensége volt; egy komikus, aki az ő helyét töltötte be és akire szintén szörnyen haragudott, és gazdasszonya, akivel mindig hadilábon állott, ők siratták legjobban. Összes ingóságait az akkoriban épülőfélben lévő kétágú református templomra hagyta. Tisztelői a kegyelet jeléül drágán vették meg holmiját az árverésen, hogy hagyománya annál nagyobb összeg legyen (pl. Horatiusa és bibliája 50 pengő forint áron kelt el).
Sírja a kolozsvári Házsongárdi temetőben található.
|  | JANCSÓ PÁL JELES SZÍNÉSZ NYUGSZIK ITT ÚTTÖRŐ VOLT S ÉLTE TAPSOK KÖZT FOLYT S HABÁR KÜLÖNC S KEDÉLYE MOGORVA VOLT A SZÍNPADON BOHÓZATOKAT VITT A BÚS MAGYART GYAKRAN FELDERÍTETTE CSAK EGYSZER SZOMORÍTOTTA MEG HAZÁJÁT MIDŐN ELHAGYTA SZÍNPADI PÁLYÁJÁT S KÜZDELEM TELJES ÉLETÉT BEVÉGEZTE MOST E SZEGÉNY KŐ SÍRJÁT HADD JELÖLJE EMELTE AZT EGY ÖREG TISZTELŐJE |

## Főbb szerepei
- Pedrillo (Kotzebue: A formenterai remete)
- Kalb (Schiller: Ármány és szerelem)
- Köppents (Brühl–Simai K.: Igazházi)
- Mandolino (Henneberg–Schikaneder: Csörgősapka)